# Radasjkovitjy
Radasjkovitjy (vitryska: Радашковічы) är en köping i Vitryssland.   Den ligger i voblasten Minsks voblast, i den centrala delen av landet, 40 km nordväst om huvudstaden Horad Mіnsk. Radasjkovitjy ligger 196 meter över havet och antalet invånare är 5 789.

## Historia
Under Stora nordiska kriget låg den svenska hären hela våren 1708 i vinterläger i området mellan Smarhon och Minsk i väntan på att vägarna skulle torka upp efter snösmältningen. Karl XII var inkvarterad i en liten gård i Radasjkovitjy. Där mottog kungen ett sändebud från kosackhetmanen Ivan Mazepa, som ville att Karl och han skulle göra gemensam sak mot Peter den store. Någon överenskommelse nåddes inte vid detta tillfälle. I början av juni bröt den svenska armén upp mot Moskva. 

## Natur
Terrängen runt Radasjkovitjy är huvudsakligen platt. Radasjkovitjy ligger nere i en dal. Närmaste större samhälle är Zaslaŭje, 16,1 km söder om Radasjkovitjy.